# ویلم دو وری لنچ
ویلم دو وری لنچ (انگلیسی: Willem de Vries Lentsch; ۱۰ سپتامبر ۱۸۸۶ – ۶ مارس ۱۹۸۰) قایقران، و قایقران قایق بادبانی اهل پادشاهی هلند بود.